# Helena Elver
Helena Elver Hagesø (* 1. März 1998 in Gentofte, Dänemark) ist eine dänische Handballspielerin, die beim ungarischen Erstligisten Győri ETO KC spielt.

## Karriere

### Im Verein
Elver spielte ab dem Jahr 2015 bei Hellerup IK und wechselte zwei Jahre später zu Gudme HK. Ab der Saison 2018/19 stand sie beim dänischen Erstligisten Aarhus United unter Vertrag. Im Sommer 2020 schloss sie sich dem Ligakonkurrenten Odense Håndbold an. Ende des Jahres 2020 erlitt die Rückraumspielerin einen Kreuzbandriss. Als Elver im Sommer 2021 kurz vorm Comeback stand, riss im selben Knie erneut das Kreuzband. Infolgedessen kehrte sie im November 2022 nach einer zweijährigen Pause wieder auf das Handballfeld zurück. Während ihrer Verletzungspause gewann Odense 2021 und 2022 die dänische Meisterschaft. Mit Odense Håndbold gewann sie 2025 eine weitere dänische Meisterschaft. Zur Saison 2025/26 wechselte sie zum ungarischen Erstligisten Győri ETO KC.

### In Auswahlmannschaften
Elver lief 39-mal für die dänische Jugendnationalmannschaft auf, für die sie 110 Treffer erzielte. Elver gewann mit der dänischen Auswahl die Goldmedaille bei der U-17-Europameisterschaft 2015, bei der sie zusätzlich zum MVP gewählt wurde. Im darauffolgenden Jahr stand sie mit Dänemark im Finale der U-18-Weltmeisterschaft, das gegen Russland verlorenging. Anschließend absolvierte sie 16 Länderspiele für die dänischen Juniorinnennationalmannschaft. Sie gab am 27. Juli 2019 ihr Länderspieldebüt für die dänische A-Nationalmannschaft. Sie nahm an der Weltmeisterschaft 2023 teil, bei der sie mit Dänemark die Bronzemedaille gewann. Elver erzielte im Turnierverlauf zehn Treffer. Bei den Olympischen Spielen in Paris gewann sie die Bronzemedaille. Im selben Jahr gewann sie die Silbermedaille bei der Europameisterschaft.

## Sonstiges
Elver ist mit dem dänischen Handballspieler Emil Manfeldt Jakobsen liiert.